# Giuseppe Candido
Giuseppe Candido (Lecce, 28 ottobre 1837 – Ischia, 4 luglio 1906) è stato un vescovo cattolico, fisico e inventore italiano.

## Biografia
Giuseppe Candido dopo essere entrato a 10 anni nel Collegio Reale dei Gesuiti dove manifestò grande entusiasmo per lo studio dell'elettricità grazie soprattutto al suo maestro p. Nicola Miozzi, conseguì a Napoli la laurea in matematica e fisica. Venne ordinato presbitero il 22 dicembre 1860.
Il 18 novembre 1881 papa Leone XIII lo nominò vescovo titolare di Lampsaco e lo inviò come vescovo coadiutore alla sede di Nicastro, l'attuale Lamezia Terme.
Il 1º giugno 1888 fu nominato vescovo di Ischia. Nell'isola continuò i suoi studi religiosi e fisici. Rinunciò alla diocesi il 4 febbraio 1901 ed ebbe il titolo vescovile di Cidonia. Proseguì gli studi fino alla morte, avvenuta il 4 luglio 1906, all'età di 68 anni. È sepolto nel Duomo di Ischia.

### Attività tecniche a Lecce
Ritornato nella città natale realizzò numerosi apparecchi elettrici utilizzati nelle abitazioni private della città, ma il suo impegno principale in campo elettrico è rappresentato dalla rete di orologi pubblici elettrici sincroni a Lecce negli anni compresi tra il 1868 e il 1874. Quest'opera che egli stesso costruì dopo averla progettata non aveva precedenti in Italia e fu una delle prime in Europa, rimanendo in funzione fino al 1937.

### Invenzioni
Tra le sue invenzioni annoveriamo la pila a diaframma regolatore, il pendolo elettromagnetico sessagesimale ed il brevetto di un gassogeno automatico.

## Genealogia episcopale
La genealogia episcopale è:
- Cardinale Scipione Rebiba
- Cardinale Giulio Antonio Santori
- Cardinale Girolamo Bernerio, O.P.
- Arcivescovo Galeazzo Sanvitale
- Cardinale Ludovico Ludovisi
- Cardinale Luigi Caetani
- Cardinale Ulderico Carpegna
- Cardinale Paluzzo Paluzzi Altieri degli Albertoni
- Papa Benedetto XIII
- Papa Benedetto XIV
- Cardinale Enrico Enriquez
- Arcivescovo Manuel Quintano Bonifaz
- Cardinale Buenaventura Córdoba Espinosa de la Cerda
- Cardinale Giuseppe Maria Doria Pamphilj
- Papa Pio VIII
- Papa Pio IX
- Cardinale Gustav Adolf von Hohenlohe-Schillingsfürst
- Arcivescovo Salvatore Magnasco
- Cardinale Gaetano Alimonda
- Vescovo Giuseppe Candido